# Miastra (Lago)
Miastra es un lago en el noroeste de Bielorrusia. Pertenece al grupo de lagos de Nárach (el segundo más grande del grupo).

## Geografía
Myastra se caracteriza por una costa accidentada con muchas bahías y penínsulas. Anteriormente, en una península en la parte este del lago estaba el castillo de Miadziel. El castillo, construido en el siglo XVI, ocupaba una altura de 100x120 m.
Las orillas del norte y noreste se funden con las laderas, el resto son bajas y arenosas. Las orillas son pantanosas en el sur y este. El lago está conectado por canales con los lagos Batoryn, Skrypava, Shastakova, Nárach.
En el lado sur, el lago Myastra está colindante con una gran área de bosque (parcialmente pantanoso).

## Turismo
Ya que el lago es parte del Parque nacional Narachanski, está prohibido aparcar los coches, montar carpas y hacer fogatas fuera de los campamentos. Hay un campamento en la orilla oriental del lago, cerca del pueblo de Kachargí. Una playa está situada en la ciudad de Miadziel.
Se organiza pesca pagada.

## Panorama

Vista panorámica al lago Miastra.

## Galería

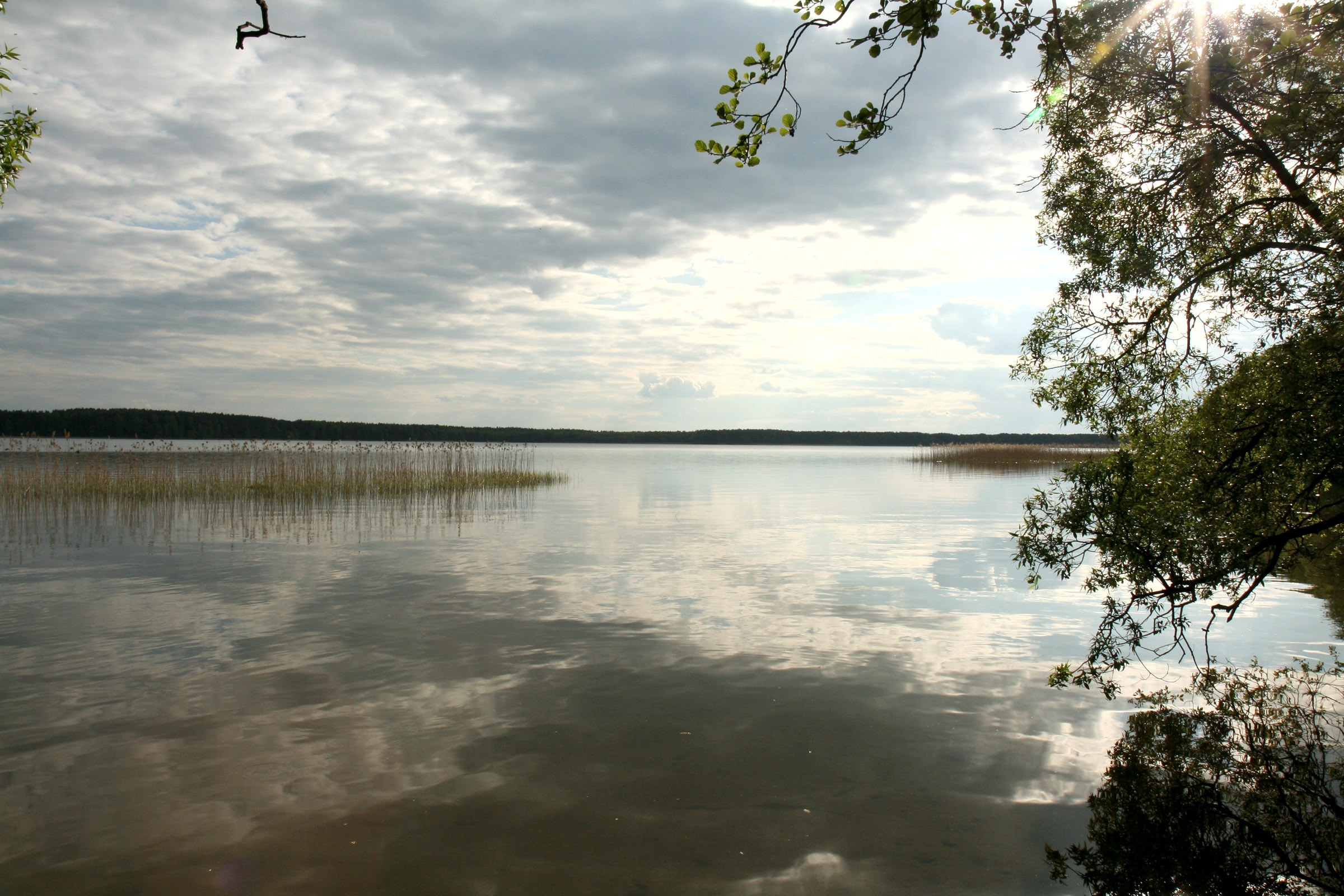
Lago Miastra del sureste
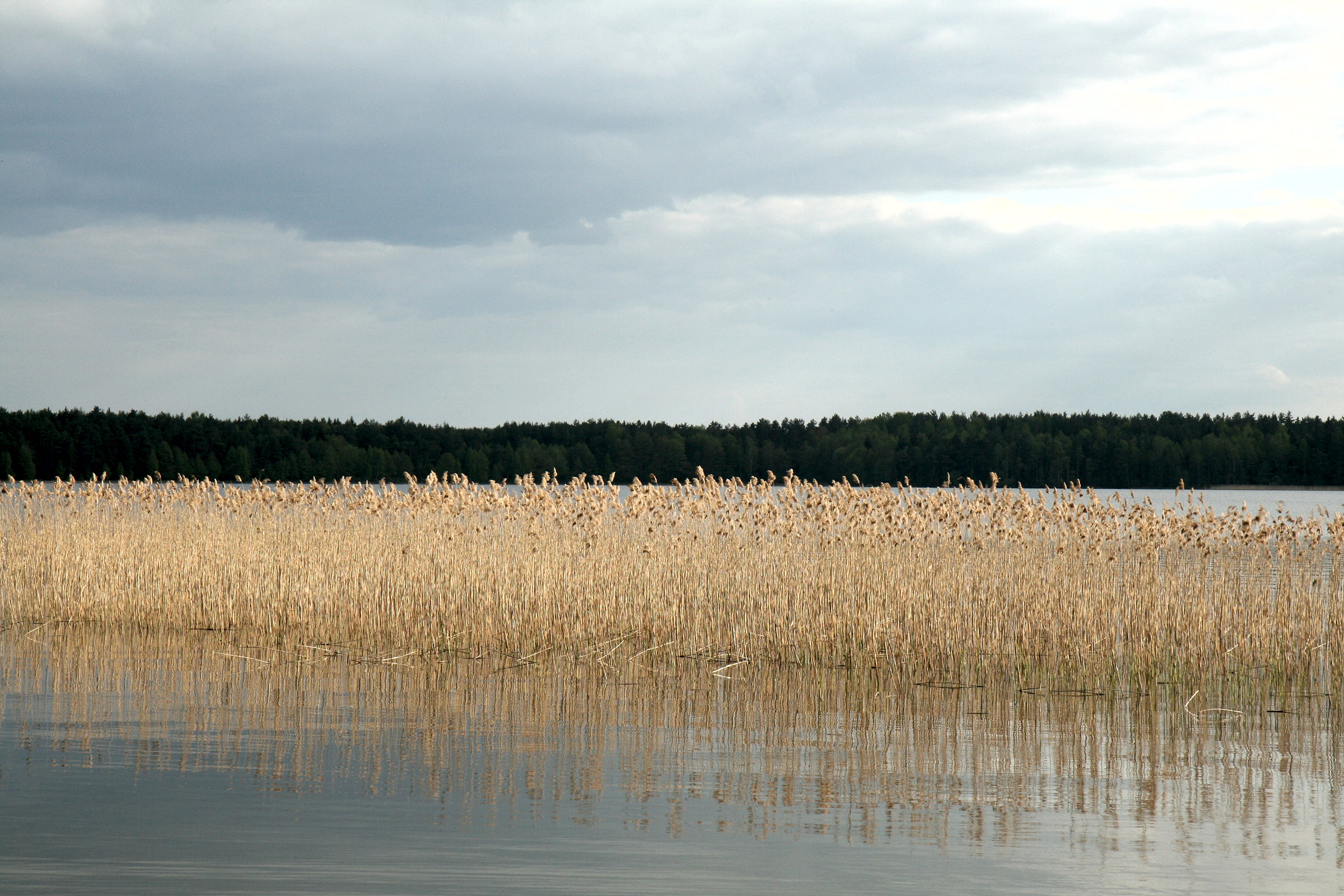
Cañas en un lago
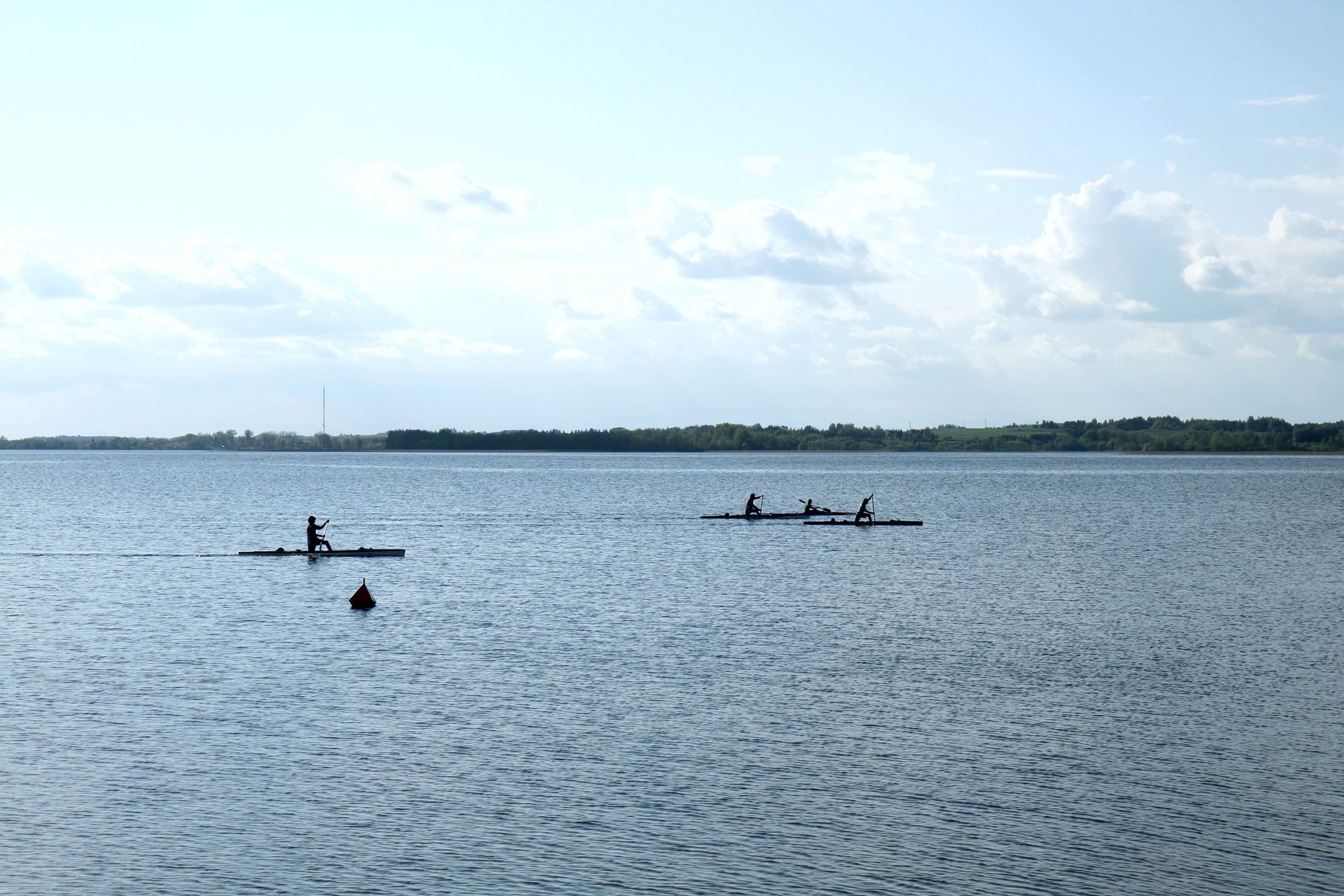
Entrenamiento de canoa y kayak en Miastra
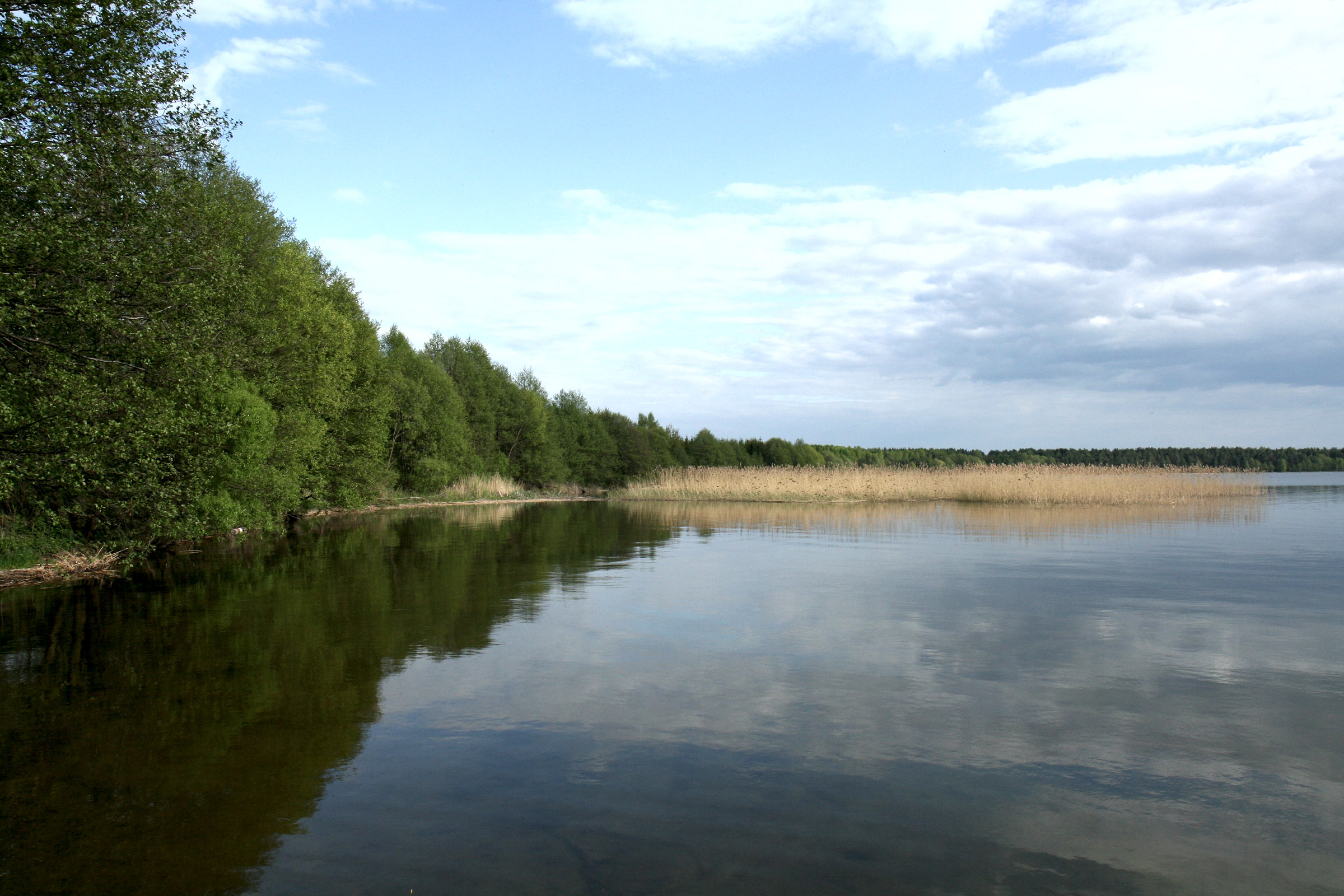
Paisaje de Miastra
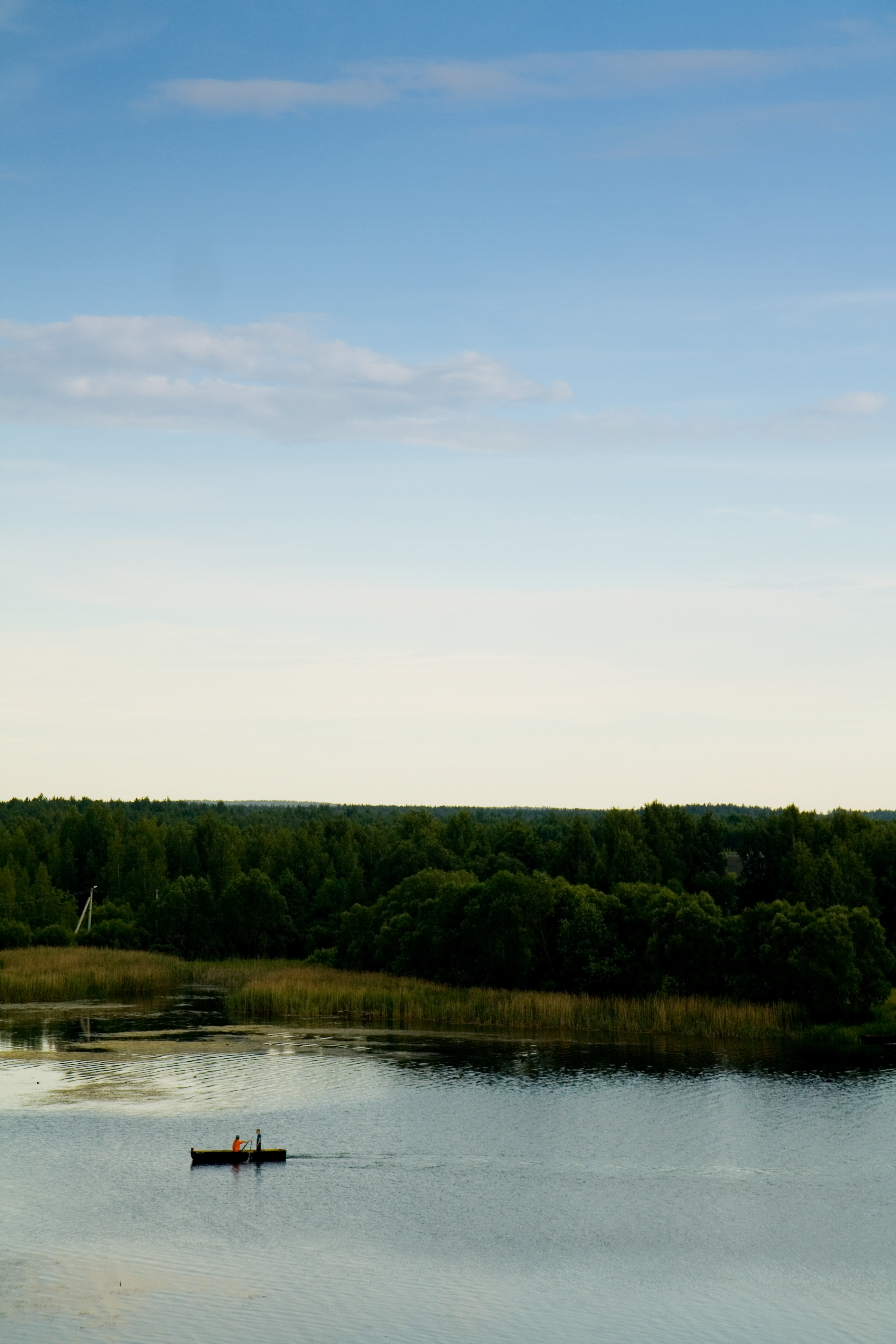
Miastra
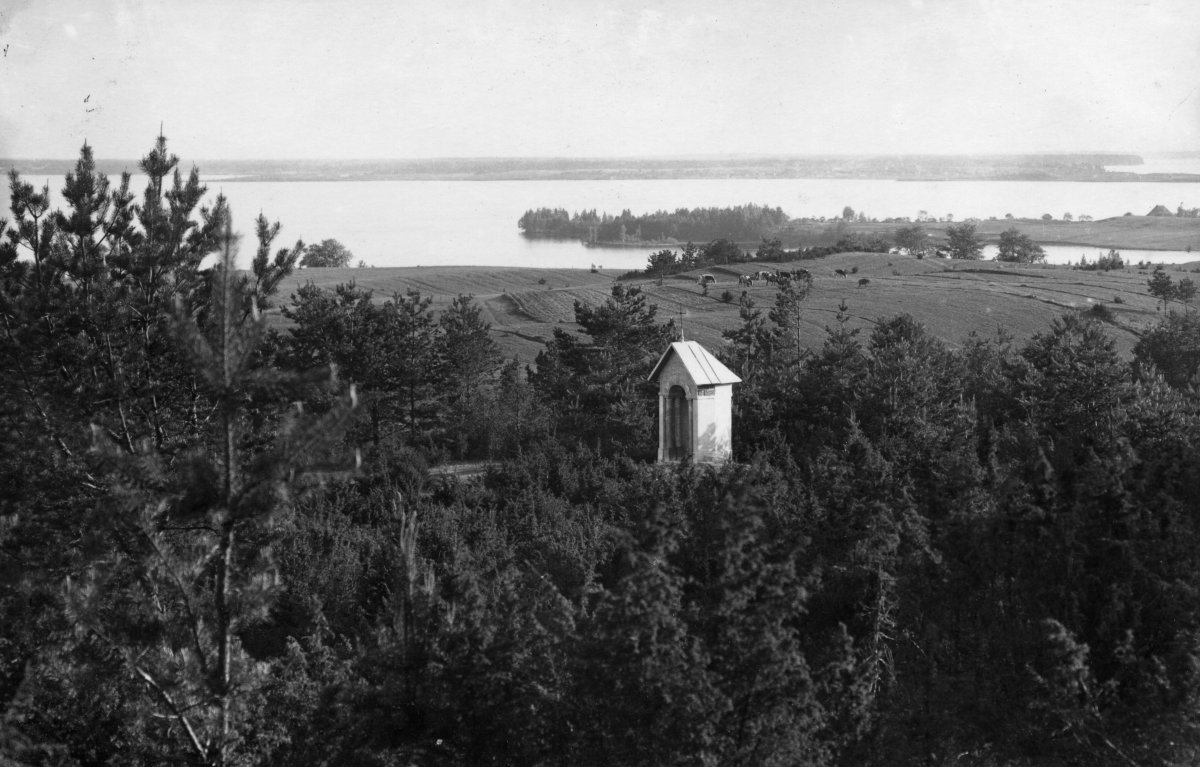
Miastra en los años 1930-39.